# Man Group
Man Group este o companie de brokeraj și asset management cu sediul în Londra și peste 3.400 de angajați.